# ناحیه گلنکو، شهرستان مک لئود، مینه سوتا
ناحیه گلنکو (به انگلیسی: Glencoe Township) یک منطقهٔ مسکونی در ایالات متحده آمریکا است که در شهرستان مک‌لئود، مینه‌سوتا واقع شده‌است.
 ناحیه گلنکو ۸۷٫۷ کیلومتر مربع مساحت و ۵۶۵ نفر جمعیت دارد و ۳۱۲ متر بالاتر از سطح دریا واقع شده‌است.